# Фоминых, Евгений Иванович
Евгений Иванович Фоминых (24 декабря 1906 года, станция Койданово, Минская губерния — 22 мая 1977 года, Москва) — советский военный деятель, генерал-лейтенант танковых войск (27 июня 1945 года). Герой Советского Союза (29 мая 1945 года).
Командовал 25-м танковым корпусом, который разоружил и пленил армию Власова.

## Начальная биография
Евгений Иванович Фоминых родился 24 декабря 1906 года на станции Койданово, ныне в городе Дзержинск (Минская область), в семье рабочего.
В 1914 году переехал в Златоуст, где после окончания 6 классов паровозной школы стал учеником слесаря в паровозном депо при станции, а в 1923 году — помощником машиниста паровоза. Избирался секретарём комсомольской ячейки депо, а в 1926 году — секретарём райкома комсомола на станции Златоуст.
В 1925 году вступил в ряды ВКП(б).

## Военная служба

### Довоенное время
В ноябре 1928 года призван в Красную Армию и направлен в 11-й железнодорожный полк, где после окончания полковой школы назначен на должность младшего командира. В сентябре 1930 года уволен в запас.
В мае 1931 года Фоминых был вновь призван на службу и направлен на учёбу в Саратовскую бронетанковую школу, после окончания которой оставлен в школе на должности командира взвода. В ноябре 1935 года направлен на учёбу на инженерный факультет Военной академии механизации и моторизации, после окончания которого в мае 1941 года назначен на должность командира батальона тяжёлых танков в составе 45-го танкового полка (23-я танковая дивизия, Прибалтийский военный округ).

### Великая Отечественная война
С началом войны на прежней должности.
23-я танковая дивизия в составе Северо-Западного фронта принимала участие в боевых действиях в ходе приграничного сражения в Прибалтике.
В августе 1941 года назначен на должность командира батальона тяжёлых танков в 56-м танковом полку (28-я танковая дивизия), после чего принимал участие в оборонительных боевых действиях на новгородском направлении. В конце того же года Фоминых тяжело заболел, после чего лечился в госпитале. После выздоровления в декабре был назначен на должность преподавателя тактики 2-го Харьковского танкового училища, а в апреле 1942 года — на должность старшего помощника начальника оперативного отдела 8-го танкового корпуса, который вскоре принимал участие в боевых действиях в ходе Ржевско-Сычевской наступательной операции. В августе был ранен и после выздоровления в октябре назначен на должность начальника штаба 25-й танковой бригады, в ноябре 1942 года — на должность командира 12-го отдельного гвардейского танкового полка прорыва, в марте 1943 года — на должность начальника штаба, а в июле 1944 года — на должность командира 29-го танкового корпуса (5-я гвардейская танковая армия), который принимал участие в ходе танкового сражения под Прохоровкой, а также в боевых действиях в Белгородско-Харьковской, Кировоградской, Корсунь-Шевченковской, Уманско-Ботошанской, Вильнюсской, Минской и Каунасской наступательных операциях и при освобождении городов Кировоград, Звенигородка, Умань, Борисов, Молодечно, Вильнюс.
10 ноября 1944 года назначен на должность командира 25-го танкового корпуса, который принимал участие в боевых действиях в ходе Сандомирско-Силезской, Нижне-Силезской и Берлинской наступательных операций, а также при освобождении городов Острув, Фрайштадт, Глогау, Котбус и Люббен.
12 мая 1945 года в районе города Прага частями 25-го танкового корпуса под командованием генерал-майора Е. И. Фоминых был пленён генерал Власов.
Указом Президиума Верховного Совета СССР от 29 мая 1945 года за умелое командование вверенными войсками танкового корпуса, образцовое выполнение боевых заданий командования и проявленные мужество и героизм в боях с немецко-фашистскими захватчиками генерал-майору танковых войск Евгению Ивановичу Фоминых присвоено звание Героя Советского Союза с вручением ордена Ленина и медали «Золотая Звезда».
За годы войны был ранен 4 раза.

### Послевоенная карьера

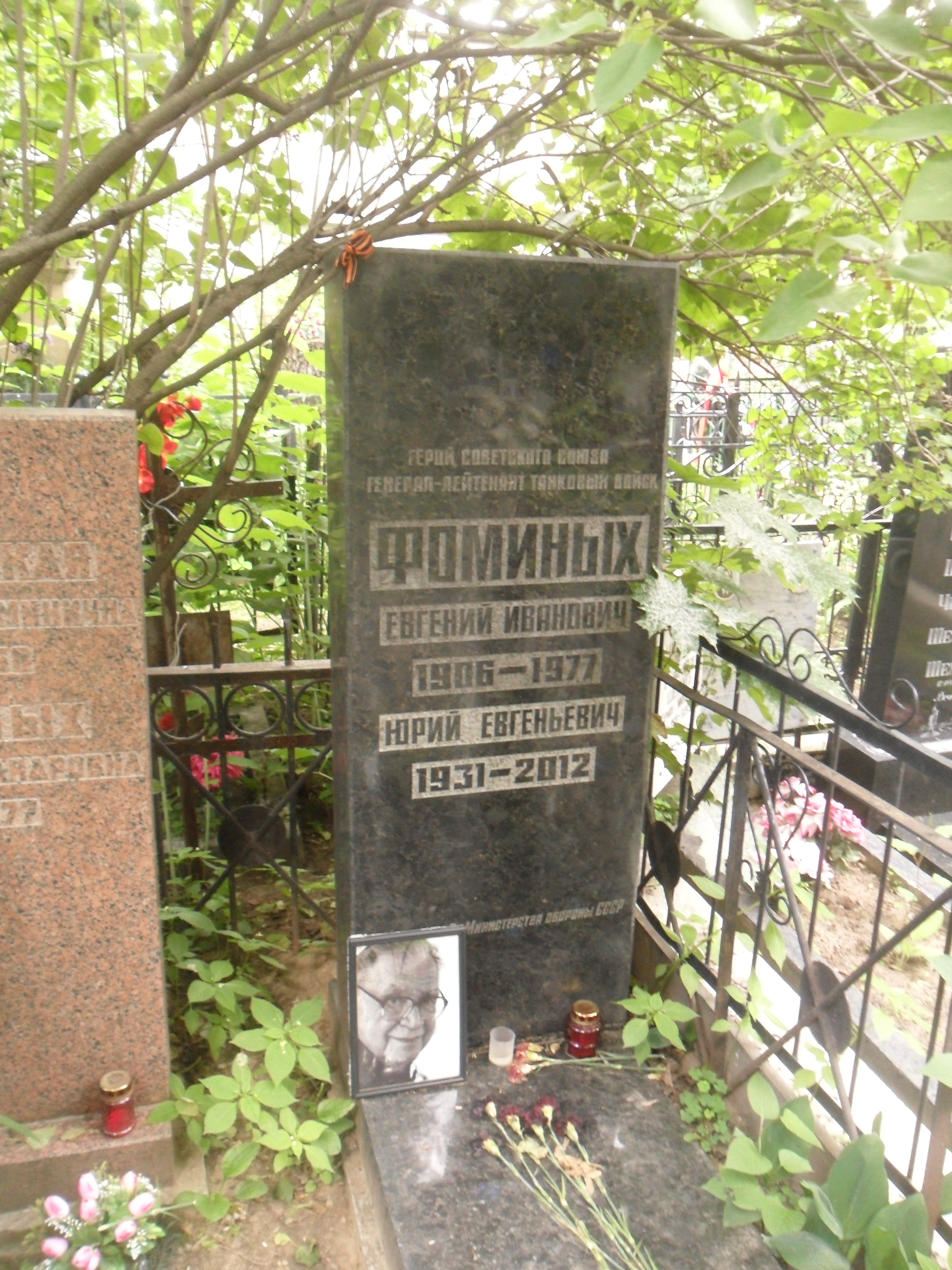
Могила Фоминых на Ваганьковском кладбище Москвы

В июле 1945 года 25-й танковый корпус в составе Центральной группы войск был преобразован 25-ю танковую дивизию, командиром которой был назначен Е. И. Фоминых.
В январе 1947 года направлен на учёбу в Высшую военную академию имени К. Е. Ворошилова, которую окончил в декабре 1948 года с золотой медалью и в январе 1949 года был назначен на должность командующего бронетанковыми и механизированными войсками Закавказского военного округа, в марте 1953 года — на должность 1-го заместителя начальника Военной академии бронетанковых войск имени И. В. Сталина, а в феврале 1958 года — на должность командующего 6-й гвардейской танковой армией.
Генерал-лейтенант танковых войск Евгений Иванович Фоминых в сентябре 1960 года вышел в отставку (согласно дневникам генерала армии Обатурова, был снят за систематическое пьянство; вместе с ним, и по тем же причинам, был снят и член Военного Совета Гвардейского танкового объединения генерал-майор Колосов). Умер 22 мая 1977 года в Москве. Похоронен на Ваганьковском кладбище (7 уч.).

## Воинские звания
- Генерал-майор танковых войск (11 марта 1944 года);
- Генерал-лейтенант танковых войск (27 июня 1945 года).

## Награды
- Медаль Золотая Звезда Героя Советского Союза (№ 6699; 29.05.1945);
- Два ордена Ленина (29.05.1945, 30.04.1954);
- Четыре ордена Красного Знамени (05.07.1943, 27.09.1943, 03.06.1944, 15.11.1950);
- Орден Кутузова 1 степени (06.04.1945);
- Два ордена Суворова 2 степени (26.07.1944, 18.08.1945);
- Два ордена Красной Звезды (03.11.1944, 23.12.1976);
- Медали;
- Иностранные награды.

## Память
- В честь Е. И. Фоминых названа одна из улиц в его родном Дзержинске (Минская область).
- В школе № 90 города Златоуста создан музей истории школы «Людям будущего», в котором хранятся материалы о земляке. Так же его имя носит трамвай, построенный на средства от собранного учениками этой школы металлолома.